# Квана
Квана (груз. ყვანა) — село в Грузии, на территории Местийского муниципалитета края (мхаре) Самегрело-Верхняя Сванетия.

## География
Село находится в северо-западной части Грузии, на правом берегу реки Ингури, на расстоянии приблизительно 18 километров (по прямой) к западу от посёлка городского типа Местиа, административного центра муниципалитета.

## Население
По результатам официальной переписи населения 2014 года в Кване проживало 6 человек (4 мужчины и 2 женщины). В национальной структуре населения грузины составляли 100 %.
| Год  | Население, человек |
| ---- | ------------------ |
| 2002 | 0                  |
| 2014 | ↗ 6                |